# Diócesis de Biloxi
La diócesis de Biloxi (en latín: Dioecesis Biloxiensis y en inglés: Roman Catholic Diocese of Biloxi) es una circunscripción eclesiástica de la Iglesia católica en Estados Unidos. Se trata de una diócesis latina, sufragánea de la arquidiócesis de Mobile. Desde el 16 de diciembre de 2016 su obispo es Louis Frederick Kihneman.

## Territorio y organización
La diócesis tiene 25 001 km² y extiende su jurisdicción sobre los fieles católicos de rito latino residentes en 17 condados del estado de Misisipi: Covington, Forrest, George, Greene, Hancock, Harrison, Jackson, Jefferson Davis, Jones, Lamar, Lawrence, Marion, Pearl River, Perry, Stone, Walthall y Wayne.
La sede de la diócesis se encuentra en la ciudad de Biloxi, en donde se halla la Catedral de la Natividad de la Santísima Virgen María.
En 2020 en la diócesis existían 43 parroquias agrupadas en 5 decanatos.

## Historia
La diócesis fue erigida el 1 de marzo de 1977 con la bula Quandoquidem in Nos del papa Pablo VI, obteniendo el territorio de la diócesis de Natchez-Jackson (hoy diócesis de Jackson).
Originalmente sufragánea de la arquidiócesis de Nueva Orleans, pasó a formar parte de la provincia eclesiástica de Mobile el 29 de julio de 1980.

## Estadísticas
Según el Anuario Pontificio 2021 la diócesis tenía a fines de 2020 un total de 56 718 fieles bautizados.
| Año                                                                             | Población            | Población | Población      | Sacerdotes | Sacerdotes    | Sacerdotes    | Bautizados por sacerdote | Diáconos permanentes | Religiosos | Religiosos | Parroquias |
| Año                                                                             | Bautizados católicos | Total     | % de católicos | Total      | Clero secular | Clero regular | Bautizados por sacerdote | Diáconos permanentes | Varones    | Mujeres    | Parroquias |
| ------------------------------------------------------------------------------- | -------------------- | --------- | -------------- | ---------- | ------------- | ------------- | ------------------------ | -------------------- | ---------- | ---------- | ---------- |
| 1980                                                                            | 52 434               | 583 000   | 9.0            | 91         | 61            | 30            | 576                      | 4                    | 95         | 93         | 42         |
| 1990                                                                            | 55 517               | 640 899   | 8.7            | 91         | 64            | 27            | 610                      | 7                    | 80         | 79         | 44         |
| 1999                                                                            | 66 507               | 726 476   | 9.2            | 84         | 56            | 28            | 791                      | 20                   | 32         | 55         | 44         |
| 2000                                                                            | 67 862               | 737 373   | 9.2            | 94         | 67            | 27            | 721                      | 19                   | 55         | 62         | 44         |
| 2001                                                                            | 68 043               | 748 433   | 9.1            | 97         | 70            | 27            | 701                      | 19                   | 59         | 59         | 44         |
| 2002                                                                            | 70 630               | 759 659   | 9.3            | 99         | 70            | 29            | 713                      | 20                   | 56         | 56         | 45         |
| 2003                                                                            | 73 286               | 778 256   | 9.4            | 95         | 67            | 28            | 771                      | 27                   | 46         | 47         | 45         |
| 2004                                                                            | 72 158               | 789 930   | 9.1            | 96         | 67            | 29            | 751                      | 26                   | 54         | 46         | 45         |
| 2006                                                                            | 67 244               | 813 806   | 8.3            | 81         | 64            | 17            | 830                      | 27                   | 34         | 44         | 42         |
| 2012                                                                            | 71 500               | 857 000   | 8.3            | 82         | 57            | 25            | 871                      | 31                   | 37         | 37         | 42         |
| 2015                                                                            | 59 745               | 815 494   | 7.3            | 84         | 62            | 22            | 711                      | 38                   | 32         | 34         | 43         |
| 2016                                                                            | 57 912               | 818 801   | 7.1            | 81         | 61            | 20            | 714                      | 40                   | 30         | 28         | 43         |
| 2018                                                                            | 59 643               | 822 815   | 7.2            | 81         | 59            | 22            | 736                      | 44                   | 32         | 25         | 43         |
| 2020                                                                            | 56 718               | 829 096   | 6.8            | 82         | 63            | 19            | 691                      | 49                   | 29         | 19         | 43         |
| Fuente: Catholic-Hierarchy, que a su vez toma los datos del Anuario Pontificio. |                      |           |                |            |               |               |                          |                      |            |            |            |

## Episcopologio
- Joseph Lawson Howze † (8 de marzo de 1977-15 de mayo de 2001 retirado)
- Thomas John Rodi (15 de mayo de 2001-2 de abril de 2008 nombrado arzobispo de Mobile)[nota 1]
- Roger Paul Morin † (2 de marzo de 2009-16 de diciembre de 2016 retirado)
- Louis Frederick Kihneman, desde el 16 de diciembre de 2016